# No me llores
No me llores è un singolo del rapper argentino Duki, pubblicato il 9 agosto 2018.

## Tracce
1. No me llores – 3:16